# شروتي سيث
شروتي سيث (بالهندية: श्रुति सेठ؛ بالإنجليزية: Shruti Seth) هي عارضة وممثلة هندية، ولدت في 18 ديسمبر 1977 في مومباي في الهند. بدأت حياتها المهنية كمقدمة برامج تلفزيونية، اكتسبت شهرة واسعة من خلال أدوارها كممثلة كوميدية في العديد من البرامج التلفزيونية وصناعة السينما الهندية.
ولدت ونشأت في مومباي، ماهاراشترا، تخرجت من كلية سانت كزافييه بدرجة علمية في الاقتصاد. غامرت في الدخول في مهنة عرض الأزياء وبدأت في استضافة البرامج التلفزيونية للقناة الخامسة. جاءت نقطة التحول المهمة في حياتها المهنية عندما لعبت دور جيا مالهوترا، وهي مراهقة في المسلسل الكوميدي ستار بلس شارات (2003–06). نمت شعبية العرض على مر السنين واكتسبت سيث شهرة كبيرة بسبب أدائها.

## وصلات خارجية
- الموقع الرسمي
- شروتي سيث على موقع IMDb (الإنجليزية)
- شروتي سيث على موقع ألو سيني (الفرنسية)
- شروتي سيث على موقع أول موفي (الإنجليزية)
- شروتي سيث على موقع قاعدة بيانات الفيلم (الإنجليزية)
- شروتي سيث على موقع كينوبويسك (الروسية)